# 2,6-dibenzylfenol
2,6-dibenzylfenol is een organische aromatische verbinding  met als brutoformule C20H18O. Men kan ze beschouwen als fenol met twee benzylgroepen op de ortho-posities (genummerd 2 en 6).

## Synthese
De reactie van fenol met een overmaat van benzylalcohol (molverhouding ongeveer 1 op 2) in de gasfase, op hoge temperatuur waarbij de reagentia door een katalysatorbed worden gestuurd van geactiveerd aluminiumoxide. Na afkoeling en condensatie van de dampen kan het reactiemengsel gescheiden worden door middel van destillatie.
Een andere synthese die in de literatuur is beschreven, is de isoaromatisering (isomerisatie gecombineerd met aromatisering) van trans,trans-2,6-dibenzylideencyclohexanon tot 2,6-dibenzylfenol met een iridiumkatalysator.

## Toepassingen
2,6-Dibenzylfenol kan gebruikt worden als antioxidant die andere organische materialen stabiliseert  tegen oxidatieve afbraak. Het is tevens de uitgangsstof voor andere antioxidanten zoals 4,4'-methyleenbis(2,6-dibenzylfenol).
De stof kan ook metaalcomplexen vormen met vele metalen, waaronder lanthaan, europium of ytterbium.